# Козулев, Дмитрий Владимирович
Дмитрий Владимирович Козулев — младший сержант вневедомственной охраны Министерства внутренних дел Российской Федерации, погиб при исполнении служебных обязанностей во время задержания вооружённого преступника, кавалер ордена «За личное мужество» (посмертно).

## Биография
Дмитрий Владимирович Козулев родился 12 марта 1970 года в городе Астрахани. В раннем возрасте с семьёй переехал в город Киров. После окончания Кировской средней школы № 59 поступил в Кировский авиационный техникум. В декабре 1989 года призван на службу в Вооружённые Силы СССР. Демобилизовавшись, поступил на службу в органы Министерства внутренних дел Российской Федерации. Служил милиционером пульта централизованной охраны батальона милиции охраны отдела вневедомственной охраны при Первомайском районном отделе внутренних дел города Кирова.
В ночь с 25 на 26 марта 1993 года Козулев находился в составе патрульной группы своего отдела. Приблизительно в 01:30 милиционеры, двигавшиеся по патрульному маршруту, обнаружили двух неизвестных лиц, тащивших большой тяжёлый мешок. Увидев патрульных, они бросили его и попытались скрыться в близлежащих дворах. В ходе преследования убегавших Козулев столкнулся с одним из них во дворе одного из частных домов. При попытке задержания преступник оказал ожесточённое сопротивление, нанеся милиционеру многочисленные ножевые ранения, но тот всё же сумел обеспечить захват злоумышленника, продержавшись до подхода товарищей. Через непродолжительное время от полученных ранений младший сержант милиции Дмитрий Владимирович Козулев скончался.
Указом Президента Российской Федерации младший сержант милиции Дмитрий Владимирович Козулев посмертно был удостоен ордена «За личное мужество».

## Память
- В декабре 2019 года по предложению группы ветеранов органов внутренних дел власти города Кирова приняли решение назвать одну из улиц в новых микрорайонах именем Дмитрия Козулева[3].
- Мемориальная доска в память о Козулеве установлена на здании отдела вневедомственной охраны на улице Московской, 29а в Кирове[4].
- Имя Козулева используется в качестве позывного центрального пульта охраны отдела вневедомственной охраны Первомайского РОВД.
- Имя Козулева занесено в Книгу Памяти Управления МВД России по Кировской области.